# Meliata
Meliata je obec na Slovensku v okrese Rožňava. V obci žije 183 obyvatel.

## Přírodní podmínky

### Geologie
Při obci, v oblasti Meliatského mlýna (Přírodní památky Meliatsky profil), byly v 70. letech objeveny zbytky jurské subdukční melanže. Později byl podle této obce pojmenován Meliatsko-halstattský oceán, který v druhohorách zasahoval na Slovensko.

## Kultura a zajímavosti

### Památky
- Evangelický kostel, jednolodní lidová toleranční stavba bez věže z roku 1790. Kostel má plochý dřevěný trámový strop. Při kostele stojí dřevěná zvonice. Kostel má hladké fasády s půlkruhově ukončenými okny a sedlovou střechou.

- Římskokatolický kostel Nanebevzetí Panny Marie, jednolodní eklektická stavba s pravoúhle ukončeným presbytářem z roku 1873. Před kostelem je představená věž s dřevěnou nástavbou a jehlancovou helmicí. V interiéru se nachází pozdně barokní oltář a kazatelna z první poloviny 18. století. Kostel má hladké fasády s půlkruhově ukončenými okny.